# Генерал полиции Российской Федерации
Генерал полиции Российской Федерации — высшее специальное звание высшего начальствующего состава полиции Министерства внутренних дел Российской Федерации.
В изначальной редакции Федерального закона «О полиции» звание именовалось «генерал полиции», позже было изменено на «генерал полиции Российской Федерации».
Специальное звание присваивается указом Президента Российской Федерации.

## История
В соответствии с Указом Президента Российской Федерации от 1 марта 2011 года № 253 «Об утверждении перечня должностей высшего начальствующего состава в органах внутренних дел Российской Федерации, в Федеральной миграционной службе, в Бюро по координации борьбы с организованной преступностью и иными опасными видами преступлений на территории государств — участников Содружества Независимых государств и соответствующих этим должностям специальных званий» звание присваивается только Министру внутренних дел Российской Федерации.
Знаки различия, размещаемые на погонах:
- С 3 октября 2011 года — расположенные на продольной осевой линии погона 4 звезды с кантами красного цвета или без них расположенная на продольной осевой линии погона, диаметр вышитых звезд — 22 мм[3].
- С 3 ноября 2014 года — расположенная на продольной осевой линии погона звезда с кантами красного цвета, диаметр вышитой звезды — 40 мм (описание в редакции Постановления Правительства Российской Федерации от 3 ноября 2014 года № 1147[4])

Список генералов полиции Российской Федерации:
1. Колокольцев Владимир Александрович (10.11.2015)[5]